# Старі Щелкани
Старі Щелка́ни (рос. Старые Щелканы, чув. Кивĕ Шулхан) — присілок у складі Урмарського району Чувашії, Росія. Входить до складу Кудеснерського сільського поселення.
Населення — 278 осіб (2010; 280 у 2002).
Національний склад:
- чуваші — 98 %

Стара назва — Старі Шелкани.